# Archeologie vědění
Archeologie vědění (v originále L’archéologie du savoir) je dílo Michela Foucaulta. Vyšlo v roce 1969, v českém překladu až v roce 2002.
Foucault patří mezi strukturalisty, nicméně se nepokouší odhalit invariantní struktury, ale zaměřuje se na struktury historicky proměnlivé.
Pro něj nejsou dějiny nezpochybnitelný fakt, ale pouze možnosti jejich výkladu. Hledá metodu, která by v sobě zahrnula i to, o čem dějiny jinak mlčí. Snaží se určit hranici, která stanovuje diskursivní dějiny jako fakta, archeologii vědění. Foucault odmítl stávající pravidla archivářské práce (zaznamenávání historických událostí, vytváření dějin), kdy se vybírají události, které jsou hodné zapamatování, a ty, které lze zapomenout. Všechny interpretace dějin považuje za polemické, závislé na kontextu doby. A archeologie vědění odhaluje to, co je skryto.
"Stručně řečeno, zdá se, že dějiny myšlení, poznání, filosofie, literatury rozmnožují zlomy a veškeré shluky diskontinuit, zatímco historie ve vlastním smyslu jako by naopak potlačovala vpád událostí ve prospěch zachování stabilních struktur."

Pokusil se zachytit proměnu: 
"jež se odehrála obecně na poli historie; práce, v níž jsou problematizovány metody, hranice či témata vlastní dějinným idejí; práce, která by nás měla zbavit posledních antropologických omezení; práce, jež by měla naopak ukázat, jak mohla tato omezení vzniknout."

Důležitým pojem v této metodě je epistémé, což je kognitivní schéma, které je základem vědeckého a filozofického poznání jedné historické epochy. Foucault zdůrazňuje dva nejzásadnější zlomy, a to v 17. stol. mezi tradiční a klasickou epistémé a v 19. stol. mezi klasickou a moderní epistémé. Při těchto zlomech se zcela změnilo vědění, čili nový typ vědění nebyl odvozen z toho předchozího.
Diskurzivní formace je pojem, který Foucault zavedl. Označuje zákonitosti, které určují výskyt výpovědi v určitém diskursu a které mohou být sdílené s několika diferentními diskursy najednou. Diskurzivní formace určuje regularitu výpovědi. Pravidala výpovědi jsou na stejné úrovni jako výpověď sama. Výpověď je spjata s celkem, který přímo určuje podmínky její existence.
Pojetí prostoru (který jakoby obklopoval výpověď) dle Foucaulta:
Kolaterární prostor – je vymezený dalšími vypověďmi, jež jsou součástí téže množiny
Korelativní prostor – zde zahrnut vztah výpovědi k objektům, subjektům a pojmům. Zde zavádí pojem diskursivní objekt, který není odvozen z viditelného stavu věci, ale ze spontaneity jazyka, ze samotné výpovědi.
Komplementární prostor - tento prostor zahrnuje tzv. nediskursivní formace (politické události, socioekonomické procesy apod.).
Později Foucalt metodu zdokonalil a přetvořil na tzv. genealogickou metodu.